# Kate Bohner
Kate Bohner (Wilmington, 14 aprile 1967) è una giornalista e scrittrice statunitense, dirigente attivo di C-Suite che ricopre una moltitudine di posizioni senior all'interno di società di servizi finanziari globali. È specializzata in Crisis Management e Marketing "Tech". Era corrispondente per CNBC ed editrice associata per la rivista Forbes. Bohner è attualmente Chief Communications, Research & Marketing Officer e Managing Director per DMS Governance..

## Biografia

### Primi anni di vita e istruzione
Dopo aver studiato economia e studi internazionali presso l'Università della Pennsylvania, laureandosi nel 1988, Bohner ha iniziato la sua carriera nel dipartimento di fusioni e acquisizioni presso la banca di investimento Lazard. Dopo aver lasciato Lazard, ha frequentato la Columbia University School of Journalism, dove ha ricevuto un Reader's Digest Literary Foundation Fellowship Award, laureandosi nel 1992 con un Master of Science in giornalismo.

### Carriera
A Forbes, Bohner è stata promossa autore dopo 13 mesi. Il suo lavoro è apparso nelle sezioni Small Business, Healthcare, Careers, investigative e altre della rivista. Le è stato quindi chiesto di reinventare la colonna "The Informer", passando a editor associato. Durante la sua permanenza a Forbes, ha collaborato in diretta con la CNN e con E! Entertainment Network. Ha anche scritto per pubblicazioni come Harper's Bazaar, Marie Claire e George. Coautore del libro di Donald Trump del 1997 Trump: The Art of the Comeback. Il libro ha raggiunto sia il New York Times (n. 3) che il Wall Street Journal (# 1) e Businessweek (# 2) e Liste di bestseller. Nello stesso anno è diventata corrispondente per CNBC, lanciando "Business Center", con Maria Bartiromo e Tyler Mathisen. Ha continuato a scrivere e trasmettere "Kate Bohner's Power File" su Power Lunch della CNBC. Nel 1998, Jack Reilly, l'ex produttore esecutivo della CNBC, si unì a lei e ad altri veterani della NBC nella fondazione di un nuovo servizio di notizie su Internet, JAGfn, ha prodotto contenuti online simili a quelli trovati su CNBC.
Nel 2000, è stata assunta come caporedattore dei media finanziari digitali per lo start-up di notizie finanziarie di E-Trade, un webcast di sei giorni a settimana da New York - lo spettacolo è andato in onda anche la domenica su WNEW 102.7 FM. Bohner ha co-fondato la start-up di tecnologia medica Living Independently, Inc./QuietCare Systems (Care Innovations) nel 2001, dove ha ricoperto il ruolo di chief marketing officer e chief operating officer. Nel 2006 la società è stata venduta a GE Healthcare e Intel.
Bohner ha lanciato "Kate's Take" sul suo canale YouTube KBTVonline nel 2006. KBTVonline sarà un video blog quotidiano di quattro minuti basato e girato nel sud della Florida. Lo spettacolo copriva una vasta gamma di informazioni dalle principali notizie alla stravagante cultura pop, finanza, politica, sanità e stile. Il giorno di Natale del 2007, il video di KBTVonline ha raggiunto il primo posto in 19 paesi. Bohner ha lasciato la Florida del sud per Los Angeles nel 2008 e nel 2010 è co-fondatore e direttore nazionale di Flybarre, un programma di fitness parte di Flywheel Sports. Nel 2012, Bohner è diventato chief marketing officer e direttore delle comunicazioni presso il World Trade Financial Group.
Nel 2013, Bohner è entrata a far parte di DMS Offshore Investment Services Ltd., la più importante compagnia di governance di fondi al mondo, dove ricopre il ruolo di Chief Communications, Research & Marketing Officer and Managing Director
Nel luglio 2015, Bohner è apparsa sulla CNN per discutere della sua esperienza di lavoro con il candidato alla presidenza Donald Trump.

### Vita privata
Si dice che Bohner avesse una relazione con il presidente esecutivo di Google Eric Schmidt dal 2006 al 2010. In precedenza era sposata con l'autore Michael Lewis, noto per i suoi libri più venduti Liar's Poker, The New New Thing, The Blind Side, e Moneyball.